# Fortune Fairytales (single)
Fortune Fairytales is een nummer van de Nederlandse band Loïs Lane uit 1990. Het is de eerste single van hun gelijknamige tweede studioalbum.
"Fortune Fairytales" vertelt het verhaal van een persoon die wordt meegesleept door roddels en dromen over rijkdom, romantiek en sprookjesachtige belevenissen. Maar achter die glanzende façade schuilt vooral een illusie, iets wat al snel vervliegt zodra je wakker wordt. Het nummer werd voorzien van een videoclip, iets wat in die tijd niet gebruikelijk was voor een Nederlandse band. De clip kreeg destijds hoge rotatie op MTV Europe.
Als opvolger van de hit It's the First Time werd ook "Fortune Fairytales" een grote hit in Nederland, met een 6e positie in de Nederlandse Top 40.

## Tracklijst
7"
1. "Fortune Fairytales" - 3:24
2. "Just Can't Help Myself" - 4:05